# Gasthof Alter Wirt (Obermenzing)

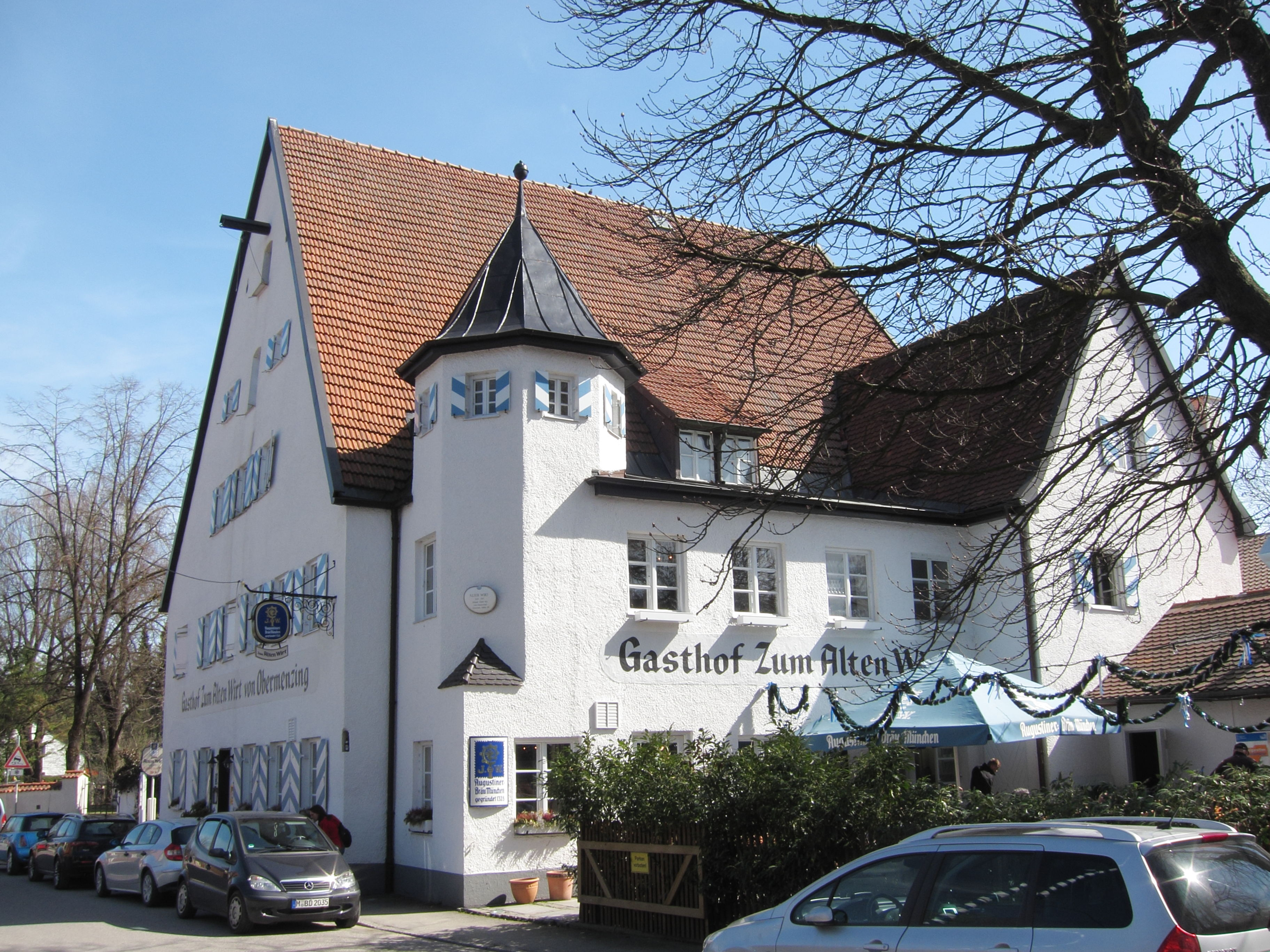
Gasthof Alter Wirt in Obermenzing

Der Gasthof Zum Alten Wirt von Obermenzing im Münchner Stadtteil Obermenzing ist ein denkmalgeschütztes Gebäude in der Dorfstraße 39 neben der Dorfkirche St. Georg. Er liegt an der ehemaligen Landstraße von München nach Augsburg, ist seit 1417 beurkundet und gilt als ältester Gasthof Münchens.

## Geschichte
Urkundlich ist der Alte Wirt im Jahr 1417 als Tafernwirtschaft mit Schankrecht wie auch dem Recht auf Bewirtung und Beherbergung belegt. An einer Nebenstrecke der Salzstraße durch Obermenzing, der alten Landstraße von München über Obermenzing und Lochhausen nach Fürstenfeldbruck und Augsburg, entstand das erste Wirtsgebäude an einer ehemaligen Würmfurt. Die heutige Gestalt des Gebäudes wurde in den Jahren 1589/90 geschaffen, damals gehörten zu der Wirtschaft auch ein Bauerngut mit über 200 Tagwerk Grund in den umliegenden Stadtteilen von Pasing bis Aubing. Im 17. Jahrhundert übernachteten Reisende nach München im Alten Wirt, wenn sie die Münchner Stadttore nicht mehr rechtzeitig vor der Schließung erreichen konnten. Durch das benachbarte Schloss Blutenburg zählten zu dieser Zeit auch Händler, fürstliche Jagdgäste, Hofbeamte und Diener zu den Gästen. Ab Mitte des 18. Jahrhunderts wurde der direkte Verkehrsweg nach München durch die Errichtung der Parkmauer und der Ausdehnung des Nymphenburger Schlossparks unterbrochen, die Bedeutung des Wirtshauses nahm ab. Türmchen und ein Quergiebel am Gebäude wurden durch die Gebrüder Ott 1911 erweitert. 1988 erfolgte eine umfassende Renovierung des Alten Wirts.

## Beschreibung
Das erhaltene Gebäude aus dem Jahr 1589/90 ist ein zweigeschossiger Satteldachbau mit polygonalem Eckturm, einem traufseitigen Anbau und Quergiebel. Im Gebäude befinden sich verschieden große Gaststuben und Säle. Heute gehören zum Alten Wirt sowohl der rückwärtige Stadel, als auch der südlich gelegene Biergarten mit 600 Sitzplätzen, wie auch der gegenüber gelegene Rest der Maibaumwiese mit Maibaum. Das Gebäude repräsentiert ein typisches Dorfwirtshaus und stellt ein prägendes Element in dem als Ensemble geschützten Ortskern von Obermenzing dar.